# North Peron Island
North Peron Island (engelska: Peron Island North) är en ö i Australien. Den ligger i territoriet Northern Territory, omkring 120 kilometer sydväst om territoriets huvudstad Darwin. Arean är 19,4 kvadratkilometer. Den sträcker sig 8,0 kilometer i nord-sydlig riktning, och 6,3 kilometer i öst-västlig riktning.
Savannklimat råder i trakten. Genomsnittlig årsnederbörd är 1 901 millimeter. Den regnigaste månaden är januari, med i genomsnitt 530 mm nederbörd, och den torraste är juni, med 1 mm nederbörd.